# Overload (banda)
Overload ("超载" chaozai) es la primera banda de género thrash metal y rock chino. Gao Qi (高 旗), el exguitarrista y compositor de la banda The Breathing  (呼吸), creó su propia banda de sobrecarga (超载) con el guitarrista Han Hongbin (韩鸿宾), Li Yanliang (李延亮), el bajista Xueke Wang (王 学科 ) y el baterista Muyang Zhao (赵 牧 阳), que se decía que eran los músicos más talentosos del rock pesado en China en ese momento. La banda hizo su debut en Halloween de 1991.
Las canciones de Gao Qi, escribió para darle una combinación entre el rock occidental y la literatura china y su explosión de rendimiento en el entusiasmo de ambos audients de sus integrantes. La banda construyó un estilo thrash metal que ha atraído un gran número de fanes en poco tiempo. "El desarrollo de una nación históricamente aisladas de Occidente, los músicos de rock de China están adoptando un concepto extraño y adaptarlo a su propia situación". Los roqueros de Beijing penetran profundamente sobre la rica historia musical y cultural de los símbolos y materiales de China. (Según la revista The Wire, septiembre de 1995).